# Waterford (Connecticut)
Waterford és una població dels Estats Units a l'estat de Connecticut. Segons el cens del 2005 tenia 18.940 habitants.

## Demografia
Segons el cens del 2000, Waterford tenia 19.152 habitants, 7.542 habitatges, i 5.219 famílies. La densitat de població era de 225,8 habitants/km².
Dels 7.542 habitatges en un 28,2% hi vivien nens de menys de 18 anys, en un 56,6% hi vivien parelles casades, en un 8,7% dones solteres, i en un 30,8% no eren unitats familiars. En el 26,5% dels habitatges hi vivien persones soles el 12,2% de les quals corresponia a persones de 65 anys o més que vivien soles. El nombre mitjà de persones vivint en cada habitatge era de 2,41 i el nombre mitjà de persones que vivien en cada família era de 2,91.
Per edats la població es repartia de la següent manera: un 21,9% tenia menys de 18 anys, un 7,1% entre 18 i 24, un 26,6% entre 25 i 44, un 25,4% de 45 a 60 i un 19% 65 anys o més.
L'edat mediana era de 42 anys. Per cada 100 dones de 18 o més anys hi havia 88,7 homes.
La renda mediana per habitatge era de 56.047 $ i la renda mediana per família de 65.659 $. Els homes tenien una renda mediana de 47.312 $ mentre que les dones 32.046 $. La renda per capita de la població era de 26.807 $. Aproximadament el 2,1% de les famílies i el 4,3% de la població estaven per davall del llindar de pobresa.